# Žiznětice
Žiznětice jsou malá vesnice, část městyse Dešenice v okrese Klatovy v Plzeňském kraji. Nachází se asi dva kilometry severovýchodně od Dešenic. Je zde evidováno 17 adres. V roce 2011 zde trvale žilo třináct obyvatel.
Žiznětice jsou také název katastrálního území o rozloze 2,21 km².

## Historie
První písemná zmínka o vesnici pochází z roku 1379.

## Obyvatelstvo
| Rok            | 1869 | 1880 | 1890 | 1900 | 1910 | 1921 | 1930 | 1950 | 1961 | 1970 | 1980 | 1991 | 2001 | 2011 | 2021 |
| -------------- | ---- | ---- | ---- | ---- | ---- | ---- | ---- | ---- | ---- | ---- | ---- | ---- | ---- | ---- | ---- |
| Počet obyvatel | 107  | 134  | 104  | 102  | 96   | 122  | 119  | 50   | 47   | 31   | 18   | 9    | 12   | 13   | 13   |
| Počet domů     | 20   | 20   | 21   | 21   | 20   | 20   | 22   | 23   | 11   | 6    | 6    | 9    | 15   | 16   | 17   |

## Obecní správa
Při sčítání lidu v letech 1850–1975 byly Žiznětice samostatnou obcí v okrese Klatovy. Od 1. července 1975 jsou částí městyse Dešenice v okrese Klatovy.